# Subgéneros del visual kei
Visual kei (ヴィジュアル系 vijuaru kei?, estilo visual) es un movimiento estético surgido entre músicos japoneses a partir del rock japonés, mezclado con el glam rock, el heavy metal, el punk rock, post punk, el rock gótico y el death rock en la década de 1980. «Visual kei» significa literalmente "estilo visual", y es esa la dirección a la que evolucionó la música rock japonesa: el uso de maquillaje, peinados muy elaborados de vestimenta llamativa, a menudo asemejando una estética andrógina. A pesar de tener muchos sonidos en común, las bandas visual kei no son conocidas por compartir un estilo particular de música. Pero al surgir ciertas bandas similares entre sí, tanto en el aspecto como en lo musical, se originaron ciertos subgéneros para identificar cada una de estas corrientes.

## Géneros
Hablar de los géneros del visual kei casi obliga a hacer un recorrido histórico, no tanto del aspecto musical, sino de las influencias estéticas que dieron origen a cada uno. Esto obvia sellos discográficos o los declives y resurgimientos que tuvo la escena en sus diferentes etapas.
También cabe resaltar que los géneros del visual kei son principalmente definidos por el público, con la intención de ubicar de manera más ágil a la gran cantidad de bandas pertenecientes a la escena VK. Por esta misma razón, las bandas y las discográficas no lo aceptan como regla, siendo frecuente que muchas bandas cambien de aspecto de un momento a otro.

### Géneros base
Es preciso ubicar tanto a los géneros precursores vigentes y no vigentes como a los que conservan su propia línea estética definida que los diferencia entre sí desde los inicios.

### Glam japonés (1979)
Junto con el angura, el glam japonés perteneció a la primera y parte de la segunda etapa del visual kei. Inició con Visual Scandal en 1979 y se extendió hacia las bandas de la livehouse Scene.
Por su parte, la banda X-Japan lo llevó más allá, fusionando las caracterizaciones de motociclista rebelde y la androginia del glam europeo con influencias bosozoku en la vestimenta y añadiendo por último el maquillaje cargado y los peinados dramáticos de la estética usada en el teatro kabuki japonés (que a su vez había sido tomada tiempo atrás por la banda anglosajona KISS). Entre las primeras bandas de glam japonés se encontraban:
- X-Japan
- Visual Scandal
- Silver Tiger
- Sekima II
- Murbas

Este estilo no fue incluido en la tercera etapa del Visual Kei por la pérdida de popularidad que sufrió debido a la desintegración de la de mayoría de las bandas que lo componían a mediados y finales de los años 90. También fue debido a la migración de muchas bandas a nuevas o anteriores tendencias estéticas.

### Angura (198X)
Significa "Underground" (subterráneo). Es uno de los primeros géneros que surgen del VK. Influenciados directamente con la cultura japonesa, principalmente feudal haciendo referencia al teatro kabuki. Suelen vestirse con kimonos o uniforme escolar, con maquillaje negro y blanco. Su música pasa desde electrónica con rock hasta rock progresivo. Trata de expresar emociones que de otra forma serían reprimidas.
La banda 筋肉少女帯 (Kinniku Shoujo Tai, a.k.a. King-Show) [198X-1996, y su líder 大槻ケンヂ (Ōtsuki Kenji) fue mezclando su perturbado sentido del humor con pop y heavy rock. No solo dieron vida a una nueva rama en la música japonesa, sino también a todo un culto sobre ellos y un status "underground". La banda, como muchas otras que la siguieron, se hizo inmensamente popular, pero la cuestión en sí era clasificada como o muy cruda o muy extraña para el marketing del mainstream. Esto dio como resultado que su música fuese ampliamente conocida, pero solo dentro de ciertos círculos.
Hacia fines de los años 90, nuevas bandas comenzaron a incorporar estilos de música tradicionales tales como son el enka (演歌) y el min'yō (民謡) al rock y la música pop. El resultado fue un sonido claramente japonés como la definición de la era angura-kei. A partir de la mitad de los 90, bandas como グルグル映畫館 (Guruguru Eigakan) y 犬神サーカス団 (Inugami Circus Dan) emergieron rescatando el original punto de vista de Terayama sobre el tradicionalismo japonés mezclado con su masividad oculta. No sólo esto explica el uso abundante de las geta (sandalias tradicionales japonesas 下駄), el kimono, los uniformes escolares de los años 40 y la pintura kabuki o shironuri, sino que también da sentido a la presencia del japonés arcaico.
寺山 修司 (Shūji Terayama) [1935-1983] históricamente fue muy importante para el desarrollo del angura-kei. Fue uno de los poetas de "tanka" más célebres de Japón, además de ser un gran director de cine de culto. A pesar de toda su fama en este ámbito, se ha mantenido en un estado underground, llegando al punto en que el japonés promedio jamás ha oído de él. Terayama creó las producciones más controvertidas y extralas en la época de la Segunda Guerra Mundial. Asimismo, fue uno de los primeros en tratar abiertamente los tan notorios tabúes de la sociedad japonesa tales como la represión emocional, la libertad sexual y la actual guerra que golpeaba al mundo. También utilizó frases tales como 私は貴方の病気 (watashi wa anata no byouki/yo soy tu enfermedad) años antes de que fueran tomaran y usadas por fanes de la escena del live-house. Terayama se relacionaba generalmente con "el lado oscuro" de la vida: el miedo, el odio, la sublevación y las pasiones puras; la emoción humana primordial a la que muchos tienen miedo de reconocer. Consecuentemente, muchas personas apartaron la vista de su trabajo, pero otros encontraron un vínculo entre por lo que Terayama luchaba y lo que ellos querían crear.
La primera banda angura kei se cree fue Kin’niku Shojotai (también conocido como King Show, formada en los años ochenta).
Son angura kei bandas como:
- Kagrra
- Guruguru Eikagan
- Inugami Circus-dan
- Onmyouza
- Birushana
- Ningen Isu
- Je Reviens
- Kiryu

### Eroguro kei (1992)
Al resurgir en las artes la tendencia artística eroguro (existente desde 1920), después de haber sido suprimida durante la Segunda Guerra Mundial, tomó mayor fuerza, regresando a la literatura, el teatro, la escultura e incursionando en el cine.
Tiempo después, al encontrarse con la violencia del glam japonés, hubo una perfecta armonía entre estos dos conceptos. Quitando algunos elementos de la estética glam y bosozoku, añadiendo elementos de la estética BDSM y conservando la influencia estética del teatro kabuki, surgió el eroguro kei, añadiendo la música y la estética a las artes de la corriente eroguro y esta a su vez uniéndose al movimiento visual kei.
La primera banda eroguro kei fue Cali≠gari. Su single “Kimi ga Saku Yama” tenía como tema principal la necrofilia. Posteriormente, también se ha llamado eroguro kei a la aplicación de eroguro en otras ramas del visual kei.
Son eroguro kei bandas como:
- Dir en Grey
- Girugämesh
- Sadie
- MUCC
- DeathGaze
- Cali≠gari
- Gullet

### Elegant Gothic Aristocrat (1992)
Este estilo mezcla el barroco y el gótico. Utilizan vestimenta elegante con tintes medievales y victorianos de entre el siglo XVI y XVIII. La estética visual kei permanece en la androginia, el maquillaje y los peinados.
Su música es una mezcla del rock o metal con música clásica, del romanticismo francés, dark wave, dark wave neoclásico, medieval. Mana del grupo MALICE MIZER tiene una marca de ropa Moi Même Moitié, que representa este estilo.
De esta rama podemos encontrar las variantes como Simplemente Aristocrat, que es una versión más minimalista, remontada a la Inglaterra del siglo XIX, y Goshikku, que conserva la elaboración victoriana del EGA y la potencializa a veces mezclándola con kote-kote.
Son Elegant Gothic Aristocra bandas como:
- Malice Mizer
- Moi dix Mois
- Versailles
- Amadeus
- Asriel
- LAREINE
- Izabel Varosa
- D

### Kote-kote kei (1995)
También llamado kotevi. Es el estilo más común, mal llamada por ello la rama madre. Andrógino y oscuro. Popular en los años 90. Por lo general, cada integrante del grupo utiliza un color de cabello. Incorpora tres ideas: buscar lo extraño, decadecia y estética. Sus vestimentas básicamente se conforman de apretados cueros o látex, corsés, pantis de encaje, zapatos con plataformas muy altas, y muchos más accesorios extras como glamourosas bufandas, guantes, anillos, sombreros y aros. El maquillaje es excesivamente cargado, usando caras muy pálidas, haciendo resaltar los labios y especialmente los ojos (remarcando especialmente el color negro en el maquillaje). Todo este conjunto crea una delicada belleza.
El lote-kote es el estilo más original del VK porque alcanzó a desarrollar un sonido propio que se logra diferenciar de cualquier otro estilo, ya sea japonés o no japonés, y ese sonido "tan especial" está en la forma de sacar los acordes en las guitarras y una imagen propia muy distinguible. Surgió en Osaka, Japón, en los años noventa. Sus temas más comunes son las rosas, cruces, corrupción y sangre. Tiene tendencia a dar más énfasis a la presencia en el escenario y la actuación musical.
Son kote-kote kei bandas como:
- Dir en grey
- Aliene Ma'riage
- BLOOD
- Syndrome
- Derail
- GPKISM
- Hannya
- Neil
- Roman-Z-er
- Nega
- Megaromania
- Due'le Quartz
- Phantasmagoria

### Géneros Neo Visualizm
Los géneros nacidos en 2000, cuando después de dos etapas con sus altas y bajas, el visual kei comenzaba a adaptarse a la industria. Para esto muchas bandas musicales hicieron cambios en su estética, adaptándola un poco más a lo que los medios japoneses aceptaban, con esto también surgirían nuevos géneros basados en los ya conocidos.

### Indie (2000)
También se le conoce como nomuro (aunque debido a su otro empleo no es recomendable su uso), wiki, y a veces se le llama incorrectamente white.
Comúnmente, son bandas en donde toman los aspectos más simples de los estilos base y los fusionan con vestimentas más convencionales. Esto crea una estética más cuidada (a veces pandrosa) aunque menos elaborada, en ocasiones con rasgaduras hechas deliberadamente en la vestimenta y sin tender hacia algún género en específico.
Otro modo en que se le puede llamar nomuro a una banda visual kei es cuando cada uno de sus integrantes tiene un estilo distinto de visual kei, aunque pueda ser inexistente el estilo nomuro propio del "NeoVisualizm".
Algunas bandas en esta etiqueta son:
- Nightmare
- Gazette
- Ayabie
- D=Out
- Diaura
- FENRIL
- FIGURE

### Oshare (2001)
Oshare kei es una subcategoría que comenzó a aparecer en Japón alrededor del 2001. Oshare significa “con estilo” o “de moda”. Los grupos oshare kei incorporan un sonido que ha sido influenciado por el pop punk moderno. Las letras tienden generalmente a centrarse en temas alegres y positivos, a menudo sobre amor y relaciones de pareja. El estilo de la ropa se basa en contrastes de colores con el negro. Estéticamente, son los que menos maquillaje usan dentro de los grupos del visual kei. Su estética visual es alegre, muy colorida y juvenil, pero siempre con el color negro u oscuro presente frente al contraste de los colores vivos. En su vestimenta mezclan colores vivos con colores oscuros. Normalmente suelen usar accesorios como gorros, moños, piercings, etc. Esto busca una apariencia que se deduce como "alegre" si contrastamos con los otros géneros del visual kei.
Este tipo de bandas pertenecen a un tipo de música alegre, que suele incorporar punk, mezclado con otros estilos (como pop, rock...) dependiendo del grupo, dado que cada uno tiene su estilo propio y único, El grupo que comenzó con el oshare, mostrando así un punto de vista distinto dentro del visual kei, fue el grupo Baroque, junto con otros grupos como Charlotte, Kra, Milphinne y Grimm en el 2001.
Algunas bandas epresentativas del oshare kei son:
- baroque
- An Cafe
- Megamasso
- Ayabie
- Grimm
- Kra
- Lolita23q
- SuG
- Charlotte
- Milphinne
- BugLug
- ichigo69.
- NovA
- HenzeL
- Porori
- PaRADEis

### Toroteru (1997/2003)
El movimiento NeoVisualizm resucitó una tendencia peculiar que se creía había muerto junto con hide. En este estilo se lleva el cabello de colores, sobre todo que destaquen, peinado en una cresta o mohawk y flequillo largo despeinado. La ropa es de muchos colores y tanto puede ser casual, deportiva y/o moderna. No ha de ser confundida con oshare, pues carece de influencia shinorer. En cambio, mezcla punk, a veces rap y el glamour.
Son toroteru bandas como:
- LM.C
- v(NEU)

Y solistas como:
- Miyavi
- Hide
- Hitt

### Iryou (2005)
(医療系, Estilo de Cuidados Médicos) es un derivado del eroguro kei.
Consiste en dejar de lado el látex, PBC y cuero del eroguro kei, e integrar a su producción elementos hospitalarios, de médicos, enfermeras y/o pacientes; a veces usan manchas rojas simulando sangre. Los peinados tienden a lo visual decolorados, etc. Mucho maquillaje, sobre todo base blanca, con delineador negro o rojo bien marcado o sin base blanca, lápiz labial rojo o negro y sangre sintética y utilería de hospital además de accesorios típicos del visual kei.
Es un estilo agresivo y grotesco, por lo que los elementos de hospitales les favorecen para obtener una apariencia más "psicópata".
La mayoría de sus canciones hablan de hospitales, cirugías, etc. Estas bandas han llegado a utilizar ejemplos de obras en el cine y la literatura que utilizan las escenas oscuras como las de los hospitales, y estos elementos para representar su música en este ambiente. Las composiciones eran poco claras y que enviarían al oyente a los lugares oscuros y húmedos.
Son iryou bandas como:
- LuLu
- +ISOLATION
- Sex Android
- La'Mule
- Azalea
- 罪団法人黒十字 (Tsumidan Houjin Kurojuuji)
- ALi'ze Mis Ra'ill
- NightingeiL
- Deadly Sanctuary

### Kurafu
Es un look derivado del kote-kote, por decirlo de algún modo, "espantoso". En el maquillaje predomina el color rojo y los colores agresivos, mas sin la necesidad de sangre o utilería como es el caso del eroguro y el iryou.
El estilo musical suele ser de rock extremo lleno de gritos, punk-hardcore o death metal, entre otros.
Bandas como:
- Anti Feminism
- The Piass
- Rugia(g)Gram

### Akiba kei (otaku kei)
Se caracteriza por las bandas que son tipo "otaku", o sea bandas que suelen usar vestimenta cosplay o en sus canciones temas sobre mangas, anime, etc. También se caracteriza por las bandas que pertenecen al distrito de Akihabara, Tokio, en Japón.
- Medi@lize
- Akihabara Shounendan Dennou Romeo
- Psycho le cému
- Keke (from Medi@lize)
- Mamono
- ����Mix speakers.inc

## Términos comunes
Datsu Viji: término que se utiliza cuando una banda deja de ser VK para convertirse en una banda de rock normal, como Dir en Grey, Luna Sea, X Japan, etc.
White Kei: tendencia más "madura" del visual kei, menos cargada de accesorios. En otros casos, da un giro drástico al cambiar a color blanco todo el vestuario.
Indie): como clasificación de bandas musicales, es referido a las bandas de producción independiente, algunas pertenecientes a la liveHouse radicando en lo underground.
Eroguro: tendencia artística originada en 1920 y cuyo término se compone por Ero (del anglosajón "Erotic") y Guro (del francés "Grotesque"). El término Eroguro en Japón englobaba a todo producto artístico que incluyese medios visuales o literarios con ambos motivos. No confundir con "gore".
Kurofuku Kei: término empleado para referirse al eroguro que no lleva influencias BDSM como el kote-kote. De modo contrario a esto, lleva una vestimenta más Indie.
Gaikoku Kei: término aplicable a las bandas y personas extranjeras que utilizan la estética visual kei.
Piko Piko Kei: Literalmente “estilo bip”. Son bandas que se caracterizan por su sonido electropop. Su música se basa en la de los procesadores antiguos que le dan el sonido característico de “bip bip”.
Koteosa Kei: fusión de kote-kote y oshare.
Nagoya Kei: (名古屋系) no es un género estético del visual kei, sino un término utilizado para referirse a las bandas procedentes de Nagoya (Japón) y otras áreas en la prefectura Aichi.